# Karatajka
Karatajka (ros.: Каратайка) – osiedle w rejonie zapolarnym, w Nienieckim Okręgu Autonomicznym, w Rosji.

## Historia
Osada powstała w latach 30. XX wieku.